# Les Pilles
Les Pilles ist ein Ort und eine französische Gemeinde mit 225 Einwohnern (Stand: 1. Januar 2022) im Département Drôme in der Region Auvergne-Rhône-Alpes (vor 2016 Rhône-Alpes). Sie gehört zum Arrondissement Nyons und zum Kanton Nyons et Baronnies.

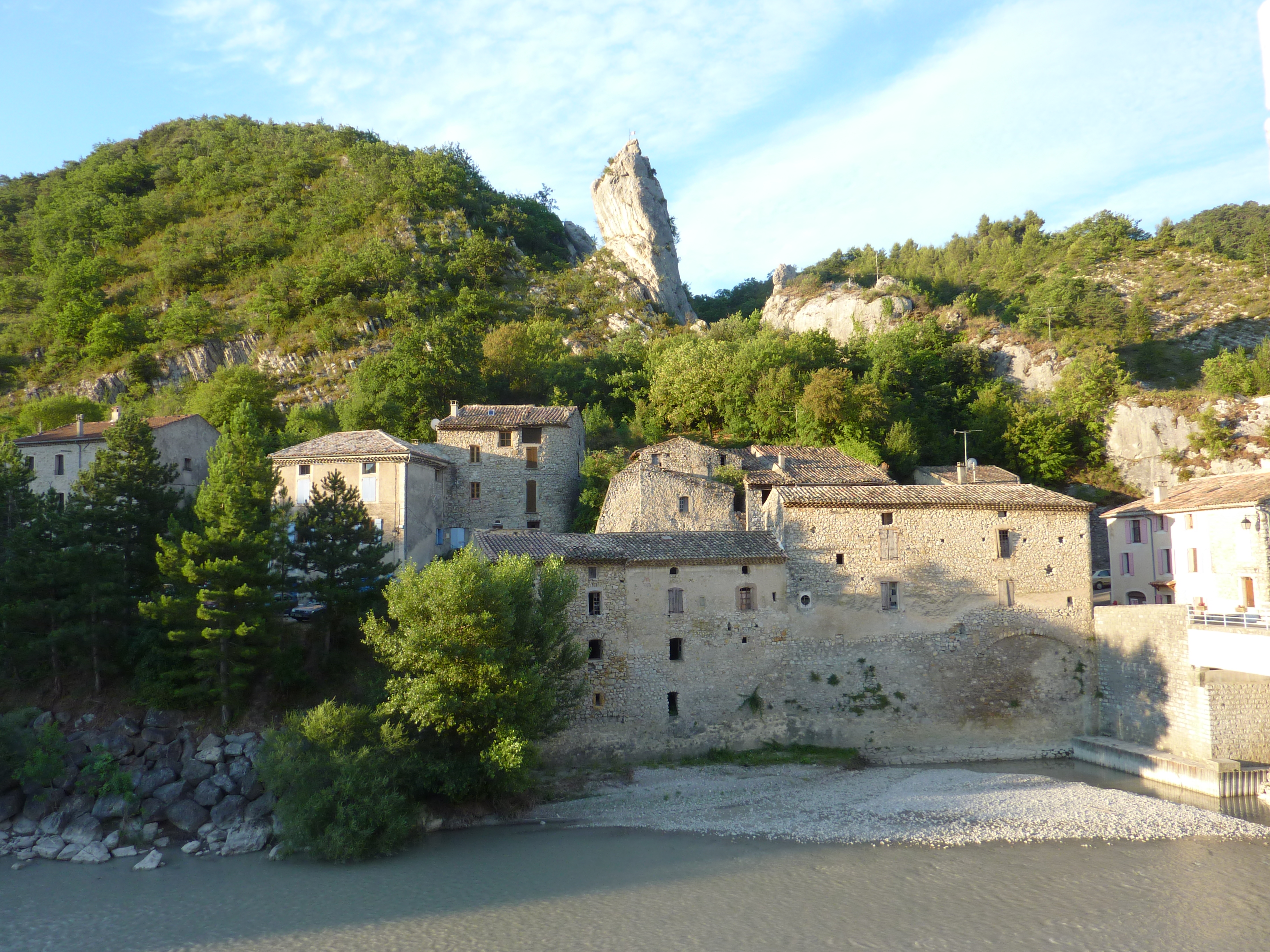
Südlicher Ortsteil „Rive gauche“

## Lage
Les Pilles liegt etwa 55 Kilometer nordöstlich von Avignon am Fluss Eygues, in die hier sein Zufluss Bentrix einmündet. Umgeben wird Les Pilles von den Nachbargemeinden Condorcet im Norden, Eyroles im Nordosten, Curnier im Osten, Montaulieu im Osten und Südosten, Châteauneuf-de-Bordette im Süden und Südwesten sowie Aubres im Westen.
Der Ort wird durch den Fluss Eygues in einen größeren nördlichen und einen kleineren südlichen Teil, die durch eine Brücke miteinander verbunden sind, geteilt.

## Bevölkerungsentwicklung

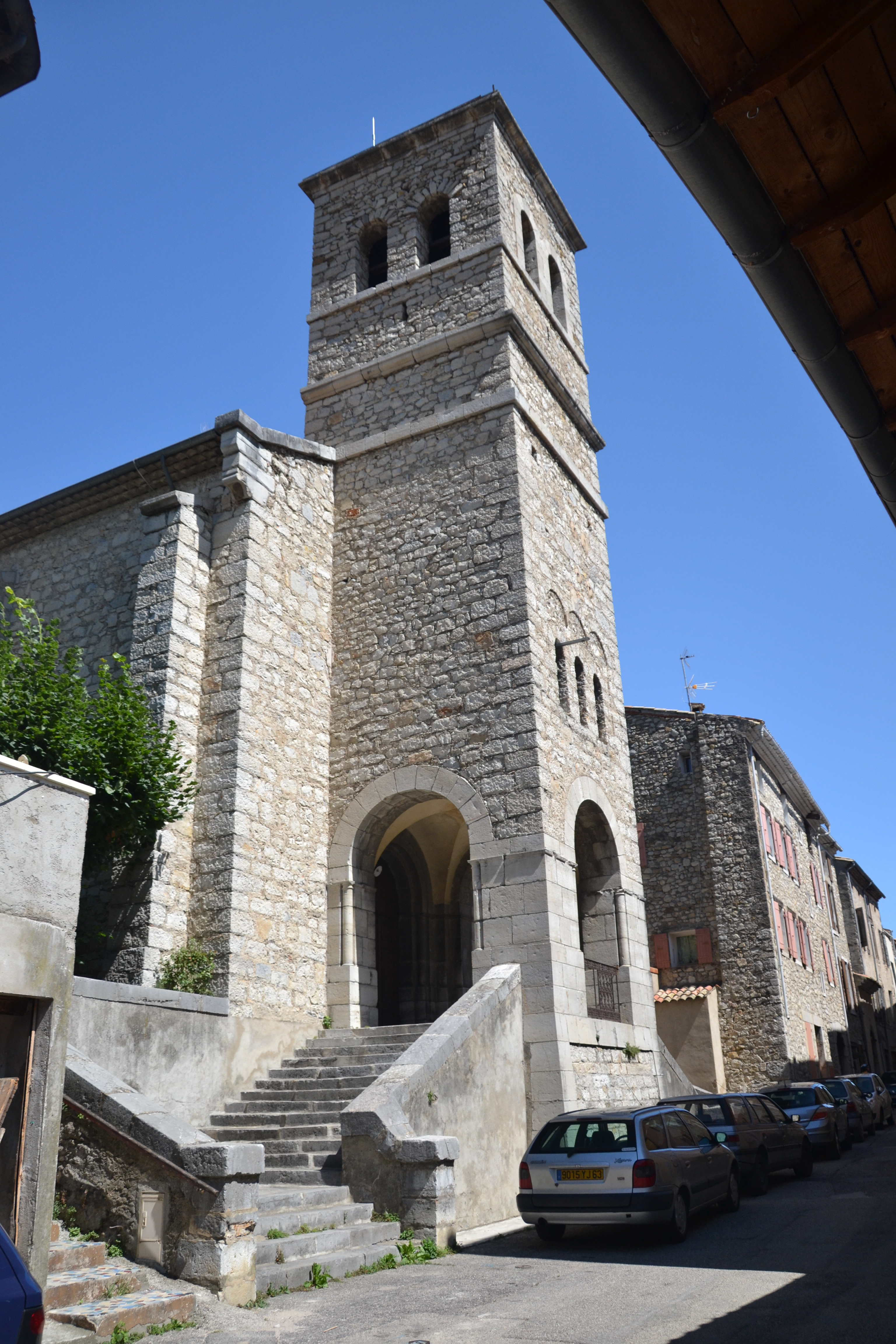
Kirche Saint-Marcellin

| Jahr                       | 1962 | 1968 | 1975 | 1982 | 1990 | 1999 | 2006 | 2019 |
| -------------------------- | ---- | ---- | ---- | ---- | ---- | ---- | ---- | ---- |
| Einwohner                  | 203  | 213  | 157  | 167  | 213  | 226  | 249  | 240  |
| Quellen: Cassini und INSEE |      |      |      |      |      |      |      |      |

## Sehenswürdigkeiten
- Kirche Saint-Marcellin